# Лындовка
Лындовка  — упразднённая деревня в Починковском районе Смоленской области России.

## История
На старых картах встречаются другие названия деревни — Лизино и Вындавка.
До 1929 года деревня находилась в составе Юровской волости Краснинского уезда Смоленской губернии, позже — в составе Починковского района Смоленской области.
В 1978 году деревни уже не существовало. Справочник сообщает лишь, что деревня Лындовка числилась в списках до 1975 года.
В справочнике 1993 года она также значится, как прекратившая существование деревня Прилеповского сельсовета Починковского района.
По состоянию на 2022 год деревня почти полностью распахана.

## География
Находилась в центральной части региона, на юго-западной границе района, в 3 верстах северо-западнее современной деревни Коханово. В километре к юго-западу находилась другая исчезнувшая деревня — Скоблянка.

## Население
Согласно спискам населенных мест Российской империи в деревне Лындовка в 1859 году проживало 46 человек. В 1904 году — 57 человек.

## Инфраструктура
Было развито личное подсобное хозяйство.

## Транспорт
Просёлочные дороги.